# Даань (станция метро)
«Даань» (англ. Daan; кит. 大安) — станция линии Вэньху Тайбэйского метрополитена, открытая 28 марта 1996. Располагается между станциями «Чжунсяо-Фусин» и «Строение Кэцзи». Находится на территории района Даань в Тайбэе.

## Техническая характеристика
Станция «Даань» — эстакадная с двумя боковыми платформами. На станции есть один выход, оснащённый эскалаторами и лифтом. На станции установлены платформенные раздвижные двери.

## Перспективы
В будущем у станции «Даань» появится переход на участок Синьи линии Даньшуй, который сейчас строится. Открытие участка ожидается в 2015 году.

## Близлежащие достопримечательности
Недалеко от станции находится парк Даань. Этот парк — любимое место для прогулок и отдыха жителей Тайбэя. В парке есть концертная площадка.